# Francesco Merano
Francesco Merano (1619 - 1657) foi um pintor italiano do período barroco.